# Пјане Векије (Палермо)
Пјане Векије је насеље у Италији у округу Палермо, региону Сицилија.
Према процени из 2011. у насељу је живело 339 становника. Насеље се налази на надморској висини од 9 м.